# En Flandes se ha puesto el sol
«En Flandes se ha puesto el sol» es una obra de teatro en verso del escritor español, nacido en Barcelona, Eduardo Marquina, estrenada el 27 de julio de 1909 en el Teatro Urquiza de Montevideo. En España se representó por primera vez el 18 de diciembre de 1910 en el Teatro de la Princesa, de Madrid.
Compuesta  de cuatro actos, En Flandes se ha puesto el sol ha sido considerada la obra que marca el apogeo del teatro nacionalista.
Marquina plantea la rivalidad entre dos conceptos de patria, la que tenía de herencia y la que pasa a ser suya con su matrimonio.
La obra fue traducida al francés con el título En Flandre le soleil s'est couché por el escritor belga Prosper-Henri Devos.

## Argumento
Diego Acuña de Carvajal, capitán de los tercios españoles en Flandes, se casa con Magdalena, una belga con la que vivirá entre la población de la región, y por ello, entre enemigos de su patria. Después de la derrota española en la Guerra de los Ochenta Años, la única esperanza vital de Diego se centra en su hijo hispanoflamenco: Albertino.

## Estreno
En Uruguay, se estrenó la obra el 27 de julio de 1909 en el Teatro Urquiza, de Montevideo.

En España, el estreno de la obra tuvo lugar en el Teatro de la Princesa de Madrid, el 18 de diciembre de 1910, con María Guerrero, Fernando Díaz de Mendoza, Emilio Thuillier, Josefina Blanco, Consuelo Salvador, María Cancio, Catalina Bárcena y Felipe Carsi.
La pieza se volvió a representar en 1961 en el Teatro Español de Madrid, dirigida esa vez por José Tamayo y con interpretación de Carlos Lemos, Luisa Sala, Fernando Guillén y Javier Loyola.